# Municipio de Conewago (condado de Dauphin)
El municipio de Conewago (en inglés: Conewago Township) es un municipio ubicado en el condado de Dauphin en el estado estadounidense de Pensilvania. En el año 2000 tenía una población de 2.847 habitantes y una densidad poblacional de 65.7 personas por km².

## Geografía
El municipio de Conewago se encuentra ubicado en las coordenadas 40°05′00″N 77°15′59″O / 40.08333, -77.26639.

## Demografía
Según la Oficina del Censo en 2000 los ingresos medios por hogar en la localidad eran de $58,922 y los ingresos medios por familia eran de $65,195. Los hombres tenían unos ingresos medios de $43,438 frente a los $28,514 para las mujeres. La renta per cápita de la localidad era de $26,898. Alrededor del 5,7% de la población estaba por debajo del umbral de pobreza.